# Flemløse-stenen 1
Flemløse-stenen 1 er en runesten, fundet i Flemløse på Sydfyn i 1623. Stenen lå ved opdagelsen på Flemløse kirkegård. Fynske Antiquiteter meddeler, at den tilforn lå på Voldtofte mark. Skonvig skriver, at den er flyttet fra en stor høj lige ved kirken, og Thomas Bang, at den stod på en høj ved Flemløse lige over for Lammemose. Nu er stenen opstillet i slotsparken til Jægerspris ved Grevinde Danners gravhøj sammen med Runestenen Flemløse 2 og Sønderby-stenen. Stenen hører til blandt de ældste runesten i Danmark.

## Indskrift
| Translitteration | Aft ruulf stątʀ [st]Ain sAsi is uAs nuʀa kuþi satu su[niʀ aftiʀ ąuAiʀ faaþi]                    |
| Transskription   | Æft Rōulf stændR stæinn sāsi, es vas {nuRa} goði. Sattu syniR æftiR. ĀvæiRR fāði.               |
| Oversættelse     | Efter Roulv, som var næsboernes gode, står denne sten. Sønnerne satte [den] efter. Åver malede. |

Indskriften er ordnet i bustrofedon begyndende i nederste venstre hjørne. Den sidste sekvens af indskriften er nu borte, men kendes fra ældre tegninger. Indskriften nævner goden Roulv, som også kendes fra tre andre fynske runesten nemlig den nu forsvundne Avnslev-stenen fra det østlige Fyn, Helnæs-stenen og Runestenen Flemløse 2. De to sidstnævnte og Flemløse 1 er rejst på det sydvestlige Fyn med få kilometers afstand. Ordet ’gode’ er afledt af goþ, guþ og er egentlig betegnelse for en præst.